# Grigore Gafencu
Grigore Gafencu (Bârlad, 30 gennaio 1892 – Parigi, 30 gennaio 1957) è stato un diplomatico e politico rumeno.

## Biografia
Studiò in Svizzera ed in Francia e, dopo aver diretto e fondato alcuni importanti giornali, nel 1928 divenne deputato e in seguito segretario di alcuni ministri e dal 1930 della Presidenza del Consiglio.
Dal 1938 fu poi ministro degli Esteri rumeno fino al 1940 nel secondo e terzo governo di Miron Cristea; dovette sostenere alcuni scontri con Hitler nel periodo in cui la posizione internazionale della Romania era ancora incerta, anche perché la protezione che era riuscito ad ottenere da Francia e Gran Bretagna non vennero mantenute. Tra il 1940 e il 1941 per circa un anno fu ambasciatore in Unione Sovietica. Fallito nel suo intento di stabilire buone relazioni con il potere sovietico, abbandonò definitivamente la Romania, trasferendosi prima a Ginevra e poi negli Stati Uniti. È morto nella capitale francese nel 1957, a 65 anni.